# Fraugde Gymnastik- og Idrætsforening
Fraugde Gymnastik- og Idrætsforening forkortes Fraugde G&IF (i daglig tale FGIF) & blev stiftet den 9. Juni 1941. Foreningen har adresse i Fraugde Fritidscenter på Stat-Ene-Vej 18-22, 5220 Odense SØ. Foreningen tilbyder håndbold, volleybold, gymnastik, badminton og fodbold.
Foreningen har et fodboldhold placeret i Fyns serie 3.

## Ekstern kilde/henvisning
- Fraugde G&IFs officielle hjemmeside Arkiveret 22. oktober 2007 hos  Wayback Machine
- Holdoversigt  Arkiveret 22. juni 2013 hos  Wayback Machine på DBU Fyn